# Unione Calcio Sampdoria 2023-2024
Questa voce raccoglie le informazioni riguardanti l'Unione Calcio Sampdoria nelle competizioni ufficiali della stagione 2023-2024.

## Stagione
Terminato il campionato precedente all'ultimo posto in Serie A, la Sampdoria retrocede in Serie B. Inizia una nuova avventura in panchina per Andrea Pirlo (reduce dalle esperienze con Juve e Karagumruck), viene rivoluzionata la squadra e la società passa in mano ad una nuova proprietà.
La stagione inizia il 14 agosto con i Trentaduesimi di Finale di Coppa Italia che vede la Sampdoria vincitrice ai rigori contro il Südtirol, passando così al turno successivo, nel quale viene però eliminata dalla Salernitana, che si impone con un netto 4-0.
In campionato (nel quale, ancor prima dell'inizio dello stesso, subisce una penalizzazione di due punti per mancati versamenti Irpef e Inps), la vittoria sul campo della Ternana all'esordio illude la squadra che inanella successivamente una striscia di otto gare senza successi all'attivo (tre i punti ottenuti) portandola a stazionare in piena zona retrocessione.
Dalla nona giornata la squadra allenata da Pirlo inizia una striscia positiva, nella quale trova 5 risultati utili su 6 partite disputate, trovando un pareggio contro l'Ascoli, una vittoria contro il Cosenza, una sconfitta contro il Südtirol e tre vittorie di fila contro Palermo, Modena e Spezia uscendo così dalla zona playout. Tra novembre e dicembre la squadra inanella una serie di risultati positivi, che, seppur interrotti da alcune sconfitte la portano a concludere il girone d'andata al decimo posto, con 23 punti (25 senza penalizzazione), a distanza di sicurezza dalla zona retrocessione diretta, e a cinque punti dai playoff.
Il girone di ritorno inizia avaro di soddisfazioni. La Sampdoria viene sconfitta pesantemente sul campo del Venezia per 5-3 e in casa contro il Parma capolista per 0-3,ritrovandosi a navigare nei bassifondi della classifica.
Nel contempo si aggrava la situazione infortunati,dal momento che spesso la squadra scende in campo priva di sette-otto giocatori titolari.
Nonostante i risultati altalenanti (buona vittoria a Cittadella,pessima sconfitta in casa contro la Cremonese)nella fase centrale del girone di ritorno la Samp,trascinata da alcuni giocatori in grande spolvero come Manuel De Luca e Pajtim Kasami,riesce a concretizzare un buon filotto di vittorie che la conducono al settimo posto della graduatoria di Serie B.
A seguito del recupero di alcuni giocatori infortunati da lungo tempo e dell'acquisizione di maggior concretezza sul campo,la Sampdoria riesce a mantenere la posizione in classifica con una serie di risultati utili,che generano grande entusiasmo nell'ambiente blucerchiato.
La squadra si qualifica matematicamente alla disputa dei Playoff promozione vincendo 1-0 in casa contro la Reggiana il 5 maggio.
La stagione regolamentare per la squadra si conclude con una vittoria per 3-1 in casa del Catanzaro,con il 7º posto finale in classifica dopo un ottimo girone di ritorno (32 i punti conquistati) e 16 vittorie totali in campionato.

## Rosa
Aggiornata al 1º febbraio 2024
| N. |                        | Ruolo | Calciatore            |
| -- | ---------------------- | ----- | --------------------- |
| 1  | Serbia (bandiera)      | P     | Filip Stanković       |
| 2  | Italia (bandiera)      | D     | Cristiano Piccini     |
| 3  | Italia (bandiera)      | D     | Antonio Barreca       |
| 4  | Inghilterra (bandiera) | C     | Ronaldo Vieira        |
| 5  | Norvegia (bandiera)    | C     | Kristoffer Askildsen  |
| 6  | Italia (bandiera)      | C     | Simone Panada         |
| 7  | Italia (bandiera)      | A     | Sebastiano Esposito   |
| 8  | Italia (bandiera)      | C     | Matteo Ricci          |
| 9  | Italia (bandiera)      | A     | Manuel De Luca        |
| 10 | Italia (bandiera)      | C     | Valerio Verre         |
| 11 | Spagna (bandiera)      | A     | Estanis Pedrola       |
| 12 | Italia (bandiera)      | P     | Elia Tantalocchi      |
| 13 | Italia (bandiera)      | D     | Andrea Conti          |
| 14 | Svizzera (bandiera)    | C     | Pajtim Kasami         |
| 15 | Finlandia (bandiera)   | D     | Arttu Mikael Lötjönen |
| 16 | Italia (bandiera)      | A     | Fabio Borini          |
| 17 | Italia (bandiera)      | C     | Lorenzo Malagrida     |
| 19 | Uruguay (bandiera)     | A     | Agustìn Alvarez       |

| N. |                               | Ruolo | Calciatore              |
| -- | ----------------------------- | ----- | ----------------------- |
| 20 | Italia (bandiera)             | A     | Antonino La Gumina      |
| 21 | Italia (bandiera)             | D     | Simone Giordano         |
| 22 | Italia (bandiera)             | P     | Nicola Ravaglia         |
| 23 | Italia (bandiera)             | D     | Fabio Depaoli           |
| 24 | Italia (bandiera)             | D     | Alex Ferrari            |
| 28 | Spagna (bandiera)             | C     | Gerard Yepes            |
| 29 | Italia (bandiera)             | D     | Nicola Murru (capitano) |
| 30 | Italia (bandiera)             | C     | Mattia Vitale           |
| 32 | Italia (bandiera)             | C     | Stefano Girelli         |
| 33 | Uruguay (bandiera)            | D     | Facundo González        |
| 35 | Guinea Equatoriale (bandiera) | D     | Hugo Buyla              |
| 40 | Slovenia (bandiera)           | D     | Petar Stojanović        |
| 46 | Italia (bandiera)             | D     | Giovanni Leoni          |
| 55 | Gambia (bandiera)             | C     | Ebrima Darboe           |
| 77 | Italia (bandiera)             | A     | Marco Delle Monache     |
| 80 | Italia (bandiera)             | C     | Leonardo Benedetti      |
| 87 | Italia (bandiera)             | D     | Daniele Ghilardi        |
| 92 | Francia (bandiera)            | C     | Noha Lemina             |

## Calciomercato

### Sessione estiva(dall'1/7 al 1/9)
| Acquisti         | Acquisti             | Acquisti            | Acquisti      |
| R.               | Nome                 | da                  | Modalità      |
| ---------------- | -------------------- | ------------------- | ------------- |
| P                | Filip Stanković      | Inter               | prestito      |
| D                | Antonio Barreca      | Cagliari            | definitivo    |
| D                | Leonardo Benedetti   | Bari                | fine prestito |
| D                | Bartosz Bereszyński  | Napoli              | fine prestito |
| D                | Fabio Depaoli        | Verona              | fine prestito |
| D                | Alex Ferrari         | Cremonese           | fine prestito |
| C                | Kristoffer Askildsen | Lecce               | fine prestito |
| C                | Stefano Girelli      | Cremonese           | svincolato    |
| C                | Matteo Ricci         |                     | svincolato    |
| C                | Ronaldo Vieira       | Torino              | fine prestito |
| C                | Valerio Verre        | Palermo             | fine prestito |
| A                | Fabio Borini         |                     | svincolato    |
| A                | Marco Delle Monache  | Pescara             | fine prestito |
| D                | Petar Stojanović     | Empoli              | prestito      |
| A                | Sebastiano Esposito  | Inter               | prestito      |
| C                | Simone Panada        | Atalanta            | prestito      |
| C                | Noha Lemina          | Paris Saint-Germain | prestito      |
| D                | Facundo González     | Juventus            | prestito      |
| A                | Antonino La Gumina   | Benevento           | fine prestito |
| A                | Estanislau Pedrola   | Barcelona           | prestito      |
| Altre operazioni |                      |                     |               |
| R.               | Nome                 | da                  | Modalità      |
| P                | Wladimiro Falcone    | Lecce               | fine prestito |
| C                | Antonio Candreva     | Salernitana         | fine prestito |
| A                | Francesco Caputo     | Empoli              | fine prestito |

| Cessioni         | Cessioni            | Cessioni         | Cessioni                         |
| R.               | Nome                | a                | Modalità                         |
| ---------------- | ------------------- | ---------------- | -------------------------------- |
| P                | Emil Audero         | Inter            | prestito con diritto di riscatto |
| P                | Martin Turk         | Parma            | fine prestito                    |
| A                | Flavio Paoletti     | Fatih Karagümrük | n.d.                             |
| D                | Bartosz Bereszyński | Empoli           | prestito                         |
| A                | Manolo Gabbiadini   | Al-Nassr         | gratuito                         |
| C                | Mehdi Léris         | Stoke City       | n.d.                             |
| D                | Bruno Amione        | Verona           | fine prestito                    |
| D                | Marios Oikonomou    | Panaitōlikos     | svincolato                       |
| D                | Tommaso Augello     | Cagliari         | definitivo (2 milioni €)         |
| D                | Bram Nuytinck       | N.E.C.           | svincolato                       |
| D                | Jeison Murillo      |                  | svincolato                       |
| D                | Julian Chabot       | Colonia          | definitivo (2,5 milioni €)       |
| D                | Alessandro Zanoli   | Napoli           | fine prestito                    |
| D                | Koray Günter        | Hellas Verona    | fine prestito                    |
| C                | Emirhan İlkhan      | Torino           | fine prestito                    |
| C                | Filip Đuričić       |                  | svincolato                       |
| C                | Tomás Rincón        |                  | svincolato                       |
| C                | Ignacio Pussetto    | Watford          | fine prestito                    |
| C                | Mickaël Cuisance    | Venezia          | fine prestito                    |
| C                | Harry Winks         | Tottenham        | fine prestito                    |
| A                | Sam Lammers         | Empoli           | fine prestito                    |
| A                | Jesé Rodríguez      |                  | svincolato                       |
| A                | Fabio Quagliarella  |                  | fine carriera                    |
| Altre operazioni |                     |                  |                                  |
| R.               | Nome                | a                | Modalità                         |
| P                | Wladimiro Falcone   | Lecce            | definitivo                       |
| C                | Antonio Candreva    | Salernitana      | definitivo (0,5 milioni €)       |
| A                | Francesco Caputo    | Empoli           | definitivo                       |

### Sessione invernale(dal 2/1 al 31/1)
| Acquisti         | Acquisti         | Acquisti         | Acquisti         |
| R.               | Nome             | da               | Modalità         |
| Altre operazioni | Altre operazioni | Altre operazioni | Altre operazioni |
| R.               | Nome             | da               | Modalità         |
| ---------------- | ---------------- | ---------------- | ---------------- |

| Cessioni | Cessioni | Cessioni | Cessioni |
| R.       | Nome     | a        | Modalità |
| -------- | -------- | -------- | -------- |

## Risultati

### Serie B

#### Girone di andata
| Arbitro: | Di Marco (Ciampino) |

|                 |           |                                 |
| Distefano 90+1’ | Marcatori | 5’ (rig.) La Gumina 77’ Depaoli |

| Arbitro: | Giacomo Camplone (Pescara) |

|  |           |                       |
|  | Marcatori | 14’ Tramoni 59’ Arena |

| Arbitro: | Minelli (Varese) |

|             |           |                          |
| Pedrola 46’ | Marcatori | 76’ Gytkjær 89’ Tessmann |

| Arbitro: | Cosso (Reggio Calabria) |

|            |           |             |
| Pickel 27’ | Marcatori | 60’ Pedrola |

| Arbitro: | Gualtieri (Asti) |

|               |           |                         |
| La Gumina 43’ | Marcatori | 49’ Magrassi 69’ Branca |

| Arbitro: | Massa (Imperia) |

|             |           |             |
| Circati 82’ | Marcatori | 19’ Pedrola |

| Arbitro: | Ferrieri Caputi (Livorno) |

|             |           |  |
| Iōannou 54’ | Marcatori |  |

| Arbitro: | Marinelli (Tivoli) |

|                   |           |                             |
| Borini 34’ (rig.) | Marcatori | 36’ Vandeputte 45’ Brignola |

| Arbitro: | Collu (Cagliari) |

|                   |           |                   |
| Nestorovski 45+4’ | Marcatori | 51’ (rig.) Borini |

| Arbitro: | Colombo (Como) |

|                        |           |  |
| Borini 61’ (rig.), 81’ | Marcatori |  |

| Arbitro: | Pezzuto (Lecce) |

|                                                  |           |              |
| Odogwu 77’ Casiraghi 90+5’ (rig.) Pecorino 90+9’ | Marcatori | 53’ González |

| Arbitro: | Doveri (Roma 1) |

|            |           |  |
| Borini 44’ | Marcatori |  |

| Arbitro: | Ayroldi (Molfetta) |

|  |           |                         |
|  | Marcatori | 31’ Esposito 63’ Kasami |

| Arbitro: | Giua (Olbia) |

|                  |           |           |
| Depaoli 11’, 78’ | Marcatori | 16’ Kouda |

| Arbitro: | Volpi (Arezzo) |

|                                       |           |              |
| Jallow 10’ Borrelli 34’ Bjarnason 41’ | Marcatori | 86’ Giordano |

| Arbitro: | Perenzoni (Rovereto) |

|                   |           |  |
| Esposito 40’, 72’ | Marcatori |  |

| Arbitro: | Fourneau (Roma 1) |

|                 |           |                        |
| Portanova 90+1’ | Marcatori | 44’ Kasami 46’ De Luca |

| Arbitro: | Pezzuto (Lecce) |

|                        |           |                                    |
| Esposito 27’ Murru 54’ | Marcatori | 13’ Bergonzi 22’ Butić 81’ Zennaro |

| Arbitro: | Marinelli (Tivoli) |

|                |           |             |
| Esposito 90+2’ | Marcatori | 79’ Sibilli |

#### Girone di ritorno
| Arbitro: | Dionisi (L'Aquila) |

|                                                          |           |                                       |
| Pohjanpalo 16’, 36’ (rig.), 58’ Busio 74’ Ellertsson 77’ | Marcatori | 30’ Benedetti 65’ De Luca 71’ Depaoli |

| Arbitro: | Feliciani (Teramo) |

|  |           |                                        |
|  | Marcatori | 41’ (rig.) Man 44’ Mihăilă 69’ Estévez |

| Arbitro: | Fourneau (Roma 1) |

|              |           |                           |
| Pandolfi 53’ | Marcatori | 60’ Giordano 69’ Ghilardi |

| Arbitro: | Ferrieri Caputi (Livorno) |

|                          |           |                                |
| González 21’ Álvarez 33’ | Marcatori | 59’ (rig.), 82’ (rig.) Palumbo |

| Arbitro: | Baroni (Firenze) |

|                             |           |  |
| Caracciolo 58’ Barbieri 70’ | Marcatori |  |

| Arbitro: | Volpi (Arezzo) |

|            |           |              |
| Kasami 62’ | Marcatori | 90+4’ Adorni |

| Arbitro: | Di Marco (Ciampino) |

|              |           |                        |
| Frabotta 75’ | Marcatori | 23’ Darboe 26’ De Luca |

| Arbitro: | Prontera (Bologna) |

|              |           |                         |
| Ghilardi 13’ | Marcatori | 5’ Johnsen 70’ Falletti |

| Arbitro: | Cosso (Reggio Calabria) |

|                 |           |                                  |
| Kourfalidīs 48’ | Marcatori | 9’ (rig.), 18’ De Luca 80’ Verre |

| Arbitro: | Dionisi (L'Aquila) |

|                        |           |           |
| Kasami 77’ De Luca 84’ | Marcatori | 10’ Ďuriš |

| Arbitro: | Perenzoni (Rovereto) |

|  |           |            |
|  | Marcatori | 87’ Kasami |

| Arbitro: | Prontera (Bologna) |

|                                               |           |             |
| De Luca 36’ (rig.), 85’, 90+4’ 83’ Stojanović | Marcatori | 65’ Pereiro |

| Arbitro: | Giua (Olbia) |

|                                |           |                      |
| Brunori 23’ (rig.) Mancuso 27’ | Marcatori | 19’ Leoni 60’ Darboe |

| Arbitro: | Ferrieri Caputi (Livorno) |

|  |           |          |
|  | Marcatori | 49’ Tait |

| La Spezia 20 aprile 2024, ore 16:15 CEST 34ª giornata | Spezia              | 0 – 0 referto | Sampdoria | Stadio Alberto Picco\| Arbitro: \| Di Bello (Brindisi) \| |
| Arbitro:                                              | Di Bello (Brindisi) |               |           |                                                           |

| Arbitro: | Giacomo Camplone (Pescara) |

|            |           |             |
| Borini 66’ | Marcatori | 82’ Cutrone |

| Arbitro: | Paride Tremolada (Monza) |

|  |           |             |
|  | Marcatori | 81’ De Luca |

| Arbitro: | Luca Massimi (Termoli) |

|              |           |  |
| Esposito 16’ | Marcatori |  |

| Arbitro: | Perenzoni (Rovereto) |

|             |           |                            |
| Oliveri 39’ | Marcatori | 4’ (rig.), 57’, 60’ Borini |

### Play-off

#### Turno preliminare
| Arbitro: | Colombo (Como) |

|                  |           |  |
| Diakité 43’, 47’ | Marcatori |  |

### Coppa Italia

#### Turni eliminatori
| Arbitro: | Bonacina (Bergamo) |

|                                                                   |                      |                                                     |
| Léris 17’                                                         | Marcatori            | 45+4’ Casiraghi                                     |
| Stoppa De Luca Pedrola Depaoli Vieira Bereszyński Benedetti Murru | Tiri di rigore 7 – 6 | Merkaj Lonardi Ciervo Cisco Broh Davi Tait Masiello |

| Arbitro: | Manganiello (Pinerolo) |

|                                              |           |  |
| Ikwuemesi 28’ Tchaouna 45+1’, 67’ Cabral 86’ | Marcatori |  |

## Statistiche

### Statistiche di squadra
| Competizione | Punti | In casa | In casa | In casa | In casa | In casa | In casa | In trasferta | In trasferta | In trasferta | In trasferta | In trasferta | In trasferta | Totale | Totale | Totale | Totale | Totale | Totale | DR |
| Competizione | Punti | G       | V       | N       | P       | Gf      | Gs      | G            | V            | N            | P            | Gf           | Gs           | G      | V      | N      | P      | Gf     | Gs     | DR |
| ------------ | ----- | ------- | ------- | ------- | ------- | ------- | ------- | ------------ | ------------ | ------------ | ------------ | ------------ | ------------ | ------ | ------ | ------ | ------ | ------ | ------ | -- |
| Serie B      | 55    | 19      | 7       | 4       | 8       | 25      | 25      | 19           | 9            | 5            | 5            | 28           | 25           | 38     | 16     | 9      | 13     | 53     | 50     | 3  |
| Play-off     | -     | 0       | 0       | 0       | 0       | 0       | 0       | 1            | 0            | 0            | 1            | 0            | 2            | 1      | 0      | 0      | 1      | 0      | 2      | -2 |
| Coppa Italia | -     | 1       | 1       | 0       | 0       | 1       | 1       | 1            | 0            | 0            | 1            | 0            | 4            | 2      | 1      | 0      | 1      | 1      | 5      | -4 |
| Totale       |       | 20      | 8       | 4       | 8       | 26      | 26      | 21           | 9            | 5            | 7            | 28           | 31           | 41     | 17     | 9      | 15     | 54     | 57     | -3 |

### Andamento in campionato
| Giornata  | 1 | 2  | 3  | 4  | 5  | 6  | 7  | 8  | 9  | 10 | 11 | 12 | 13 | 14 | 15 | 16 | 17 | 18 | 19 | 20 | 21 | 22 | 23 | 24 | 25 | 26 | 27 | 28 | 29 | 30 | 31 | 32 | 33 | 34 | 35 | 36 | 37 | 38 |
| --------- | - | -- | -- | -- | -- | -- | -- | -- | -- | -- | -- | -- | -- | -- | -- | -- | -- | -- | -- | -- | -- | -- | -- | -- | -- | -- | -- | -- | -- | -- | -- | -- | -- | -- | -- | -- | -- | -- |
| Luogo     | T | C  | C  | T  | T  | C  | T  | C  | T  | C  | T  | C  | T  | C  | T  | C  | T  | C  | C  | T  | C  | T  | C  | T  | C  | T  | C  | T  | C  | T  | C  | T  | C  | T  | C  | T  | C  | T  |
| Risultato | V | P  | P  | N  | P  | N  | P  | P  | N  | V  | P  | V  | V  | V  | P  | V  | V  | P  | N  | P  | P  | V  | N  | P  | N  | V  | P  | V  | V  | V  | V  | N  | P  | N  | N  | V  | V  | V  |
| Posizione | 5 | 14 | 16 | 15 | 16 | 17 | 18 | 19 | 19 | 17 | 17 | 17 | 14 | 13 | 14 | 11 | 9  | 10 | 10 | 14 | 15 | 14 | 14 | 15 | 15 | 14 | 15 | 12 | 9  | 7  | 7  | 8  | 8  | 8  | 8  | 7  | 7  | 7  |

Legenda:

Luogo: C = Casa; T = Trasferta. Risultato: V = Vittoria; N = Pareggio; P = Sconfitta.